# Battaglia di Campomalo
La battaglia di Campomalo, località nei pressi di Lodi difficilmente identificabile, fu uno scontro avvenuto nel periodo dell'espansione della potenza della città di Milano, nella prima metà dell'XI secolo, ai danni delle altre città lombarde.

## Antefatti
Nel 1035 a Milano scoppiò una vera e propria rivoluzione (Wipone, biografo di Corrado II il Salico, la definisce magna confusio) tra il potente arcivescovo Ariberto d'Intimiano, signore di fatto della città, appoggiato dai feudatari maggiori detti capitanei (di nomina vescovile) e i vassalli minori (detti valvassori). Le cause di questa rivolta sono da ascriversi al crescente potere arcivescovile, mal sopportato dai valvassori, unito al progressivo indebolimento dell'autorità dei duchi, dei conti e dei marchesi nella campagna. Il casus belli, secondo il cronista Arnolfo, fu la revoca dei benefici da parte dell'arcivescovo ai danni di uno dei più potenti valvassori milanesi. Questi allora decisero di ribellarsi apertamente ma per qualche tempo l'arcivescovo cercò di rabbonirli facendo ricorso alla persuasione. A nulla valsero i suoi sforzi pertanto si vide costretto ad usare la forza. Scoppiò così un conflitto armato all'interno della città in cui i valvassori ebbero la peggio e furono costretti ad abbandonare Milano. Non si diedero però per vinti e nei mesi successivi stabilirono alleanze con gli abitanti dei contadi del Seprio e della Martesana, nonché con i lodigiani, i cremonesi e i pavesi. Gli abitanti del Seprio e della Martesana infatti erano riusciti a sottrarsi in buona parte al potere dei conti e volevano liberarsi da quello arcivescovile. I lodigiani consideravano un'onta la nomina del loro vescovo Ambrogio II di Arluno da parte dell'arcivescovo di Milano, facoltà concessa ad Ariberto dall'imperatore Corrado il Salico. I cremonesi erano stati sconfitti da Ariberto in seguito al loro appoggio alla ribellione dei conti Berengario e Ugo; egli aveva imposto quali governatori della città membri della famiglia dei da Dovera, suoi parenti. I pavesi infine che temevano le mire espansionistiche di Milano avrebbero offuscato Pavia, da secoli capitale politica del regno Longobardo, inoltre pochi anni prima Eusebio, vescovo di Pavia, aveva fatto uno sgarbo ad Ariberto portando la croce davanti all'imperatore, ruolo che non gli spettava.

## Battaglia
Nella primavera del 1036 l'esercito dei valvassori e dei loro alleati si radunò nel lodigiano in una località detta Campo Malo, la cui localizzazione è ignota ma che si trovava verosimilmente tra Milano e Lodi. Secondo il cronista Fiamma il luogo della battaglia si chiamava invece Motta, nome generico che indica un terrapieno dotato di fossato e solitamente fortificato con palizzate in legno ed eventualmente torri.
Ariberto, essendosi collegato con Eriprando Visconti e avendo il suo esercito, rinforzato dagli astigiani guidati dal vescovo Alrico, mosse verso il nemico seguito dal Carroccio che qui fece per la prima volta la sua comparsa. Si trattava di un carro con quattro ruote, condotto da quattro paia di buoi coperti da un panno bianco sul fianco sinistro e da un panno rosso sul destro. Sopra il carro era posto un altare coperto di panno rosso e nel mezzo vi era un alto palo tenuto dritto mediante funi da molti uomini sulla cui sommità era posta una croce d'oro mentre poco al di sotto sventolava lo stendardo di Milano. Il Carroccio era custodito da un sovrintendente, un sacerdote vi celebrava quotidianamente la messa ed era seguito da otto trombettieri e da otto cavalieri.
I due eserciti si scontrarono al Campo Malo. La battaglia fu inizialmente favorevole all'esercito vescovile finché Alrico, combattendo nel mezzo della mischia, fu trafitto a morte da una lancia. La morte del vescovo di Asti gettò nello sconforto l'esercito milanese che non riuscì a sopraffare il nemico. Alla fine entrambi gli eserciti si ritirarono dal campo.

## Conseguenze
Il corpo di Alrico venne trasportato a Torino, poiché la città era governata dal fratello, il marchese Olderico Manfredi II, e ivi fu sepolto.
Sia Ariberto che i feudatari minori, riuniti nella Motta, fecero appello all'imperatore Corrado contro Ariberto e i maiores. All'inizio del 1037 Corrado II scese in Italia alloggiando prima a Verona ed entrando poi nel milanese dove fu ben accolto da Ariberto. Nel frattempo in città continuavano però gli scontri tra il partito che appoggiava l'arcivescovo e quello che appoggiava i valvassori. Corrado per esaminare a fondo la faccenda convocò una dieta a Pavia. In quell'occasione furono mosse ad Ariberto varie accuse sia da alcuni conti che da alcuni proprietari terrieri con cui aveva avuto controversie in passato. L'imperatore chiese ad Ariberto di difendersi dalle accuse ma questi non volle rispondere o ribadì che non aveva intenzione di cedere i beni che aveva acquistato la diocesi. Corrado, convinto che ormai Ariberto costituisse un pericolo anche per l'autorità imperiale, in quanto stava accentrando nelle proprie mani troppo potere, fece incarcerare Ariberto in una fortezza vicino a Piacenza.
Dopo circa un mese, Ariberto riuscì a fuggire, con la complicità del monaco Albizone (unico compagno di prigionia concessogli) e della badessa del monastero di San Sisto di Piacenza, che gli inviarono una grande quantità di carni, frutta e vino che egli donò ai soldati tedeschi che lo sorvegliavano. Questi banchettarono e bevvero sino ad ubriacarsi ed Albizone ne approfittò per farlo evadere e trasportarlo con una barca oltre il Po. Ariberto fece così ritorno a Milano dove venne accolto da trionfatore.
Il gesto di Corrado era stato visto come un insulto a Milano, e la solidarietà cittadina ebbe la meglio: tutte le parti, compresi i valvassori, si riaccostarono all'arcivescovo, che armò la popolazione e fortificò la città in previsione dell'assedio che, in effetti, poco dopo Corrado iniziò. In questo contesto Corrado emise una disposizione cui i minores, i valvassori inizialmente schierati contro Ariberto, aspiravano: con la Constitutio de feudis (28 maggio 1037) i valvassori ottennero l'ereditarietà e l'inalienabilità delle loro terre e dei loro titoli.